# Pellenes pseudobrevis
Pellenes pseudobrevis là một loài nhện trong họ Salticidae.
Loài này thuộc chi Pellenes. Pellenes pseudobrevis được Dmitri Viktorovich Logunov, Yuri M miêu tả năm 1999. Marusik & Rakov.